# Want (Natalie Imbruglia)
Want è un singolo della cantante australiana naturalizzata britannica Natalie Imbruglia, pubblicato il 28 settembre 2009 come unico estratto dal quarto album in studio Come to Life.

## Descrizione
Want è stato scritto da Natalie Imbruglia, Daniel Johns (accreditato col nome di Kat Kourtney), Gary Clark e Chris Martin, frontman dei Coldplay, che ha scritto anche altre due canzoni di Come to Life. Il singolo è stato pubblicato il 28 settembre 2009, una settimana prima dell'uscita europea dell'album, dopo essere stato trasmesso in anteprima il 10 agosto dall'emittente radiofonica russa Love Radio
Il brano è cantato dal punto di vista della Imbruglia, ed è dedicato ad un suo ex partner. Nel brano la cantante augura all'ex marito di riuscire a proseguire la propria vita, proprio come ha fatto lei, ed infatti la strofa I hope you get all that you want, 'cause I didn't (in italiano "Spero tu ottenga tutto ciò che vuoi, perché io non l'ho ottenuto") è ripetuta numerose volte nel corso del brano. Nel brano inoltre è presente una parte del testo del brano Be with You, canzone di Natalie Imbruglia, presente nell'album Glorious: The Singles 1997-2007.

## Video musicale
Il videoclip è stato filmato il 25 agosto 2009 ed è stato diretto dalla regista Diane Martel. Un'anteprima del video è stata presentata sul sito web della rivista The Daily Mirror il 10 settembre 2009. Nel video Natalie Imbruglia, mostrata sempre all'interno di una stanza, gioca con una telecamera, riprendendo se stessa.

## Tracce
Digital Download
1. Want (Single Version)
2. Want (Fraser T Smith Remix)
3. Want (Blunt Laser Remix)

Remix Promo CD
1. Want (New Album Edit) – 3:35
2. Want (Blunt Laser Remix) – 5:24
3. Want (Buzz Junkies Club Remix) – 6:03
4. Want (Buzz Junkies Radio Edit) – 3:22
5. Want (Cassette Club Remix) – 7:42
6. Want (Shapshifters Nocturnal Mix) – 6:52
7. Want (Shapshifters Vocal Mix) – 8:39

## Classifiche

### Classifica italiana
| Posizione | 18 | 6 | 9 | 9 | 12 | 12 | 8 | 12 | 17 |

### Classifiche internazionali
| Classifica (2009) | Posizione più alta |
| ----------------- | ------------------ |
| Australia         | 22                 |
| Belgio (Fiandre)  | 52                 |
| Belgio (Vallonia) | 27                 |
| Bulgaria          | 26                 |
| Croazia           | 3                  |
| Germania          | 65                 |
| Italia            | 6                  |
| Regno Unito       | 88                 |
| Repubblica Ceca   | 38                 |
| Russia            | 95                 |
| Ucraina           | 41                 |